# Natale in Francia

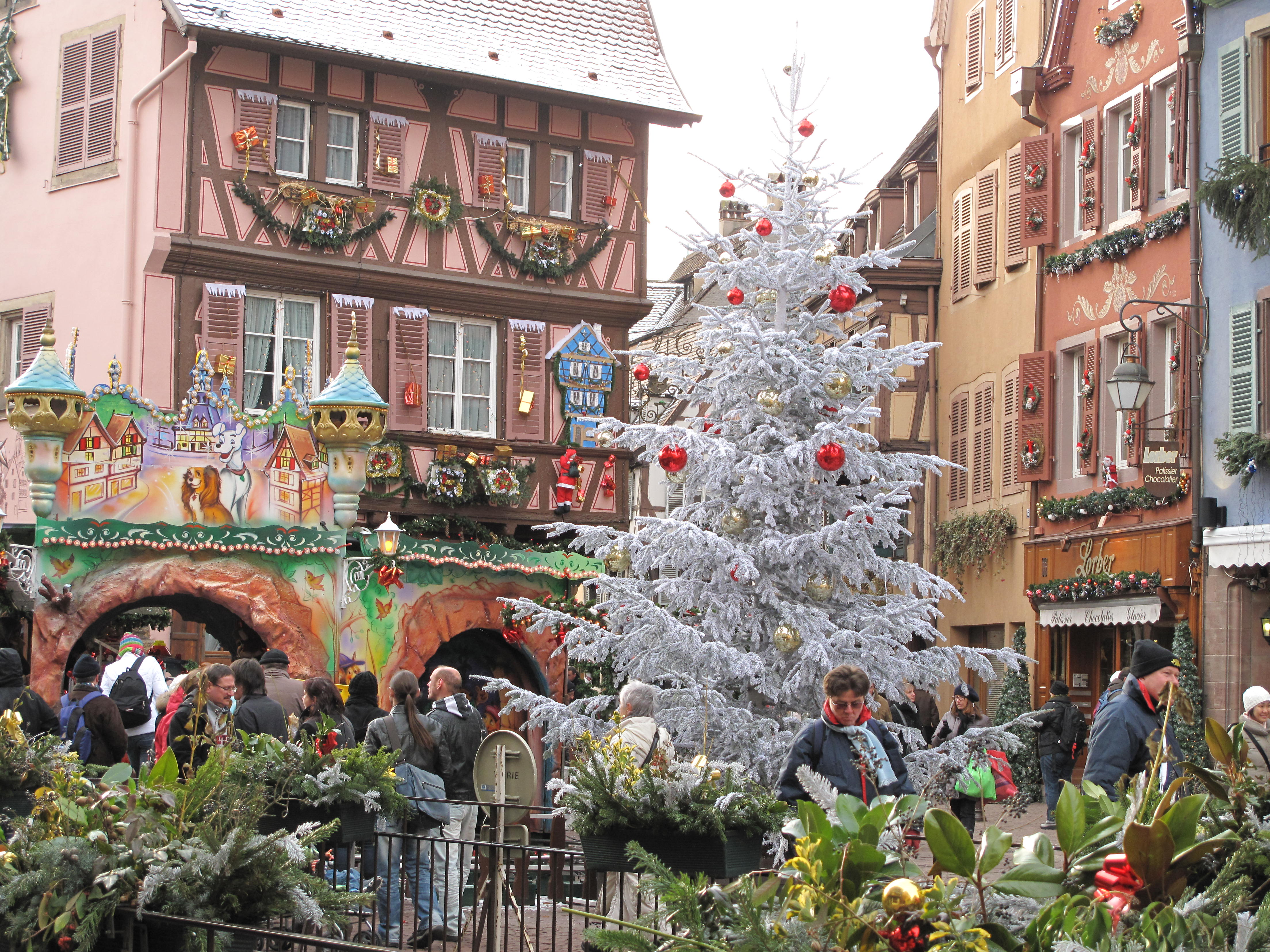
Albero di Natale a Colmar

Questa voce illustra le principali tradizioni natalizie della Francia, oltre agli aspetti storici e socio-economici della festa in questo Paese.

## Il termine per "Natale" in francese

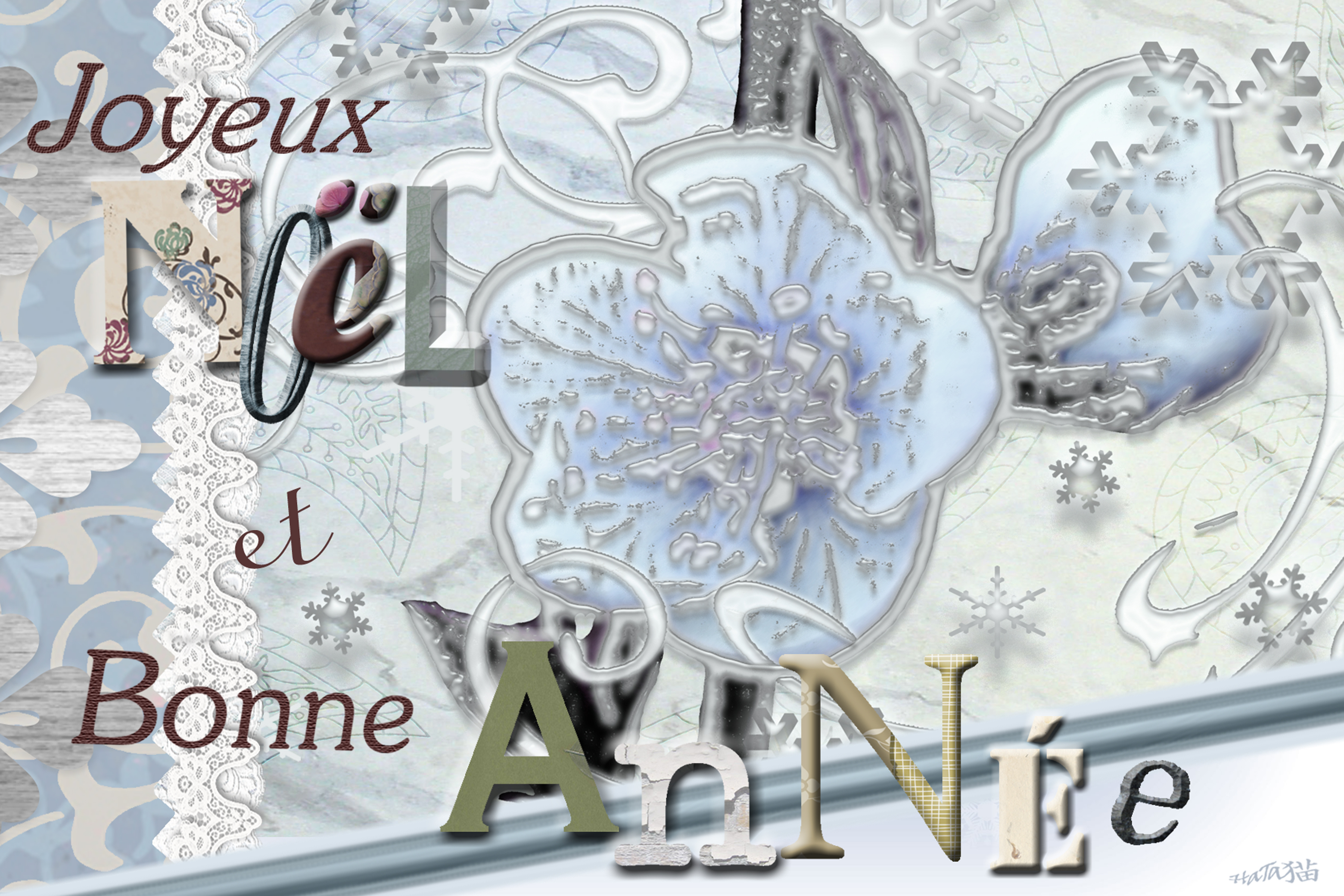
Cartolina natalizia francese

Il nome per "Natale" in francese è Noël.
Sull'origine di questo nome si fanno due ipotesi. Un'ipotesi lo fa derivare dal termine nowel, che significa "notizia", "novella"; secondo l'altra ipotesi, il termine avrebbe invece la stessa etimologia dell'italiano Natale o dello spagnolo Navidad e deriverebbe quindi dal latino Dies Natalis Domini.
Nel Medioevo il termine era usato anche come espressione di giubilo. Ad esempio, l'arrivo di Elisabetta di Baviera a Parigi nel 1389 fu salutato con un "Noël!".
La formula d'augurio più comune è Joyeux Noël! Localmente si dice invece Nedeleg Laouen! (Bretagna) e Bon Natale! (Corsica).

## Storia

### XIX secolo
Nel 1870, durante la guerra franco-prussiana, si assistette a Parigi ad un episodio legato alla tregua natalizia: si racconta che un soldato francese uscì dalla trincea intonando Cantique de Noël e che sia stato emulato da un soldato tedesco, il quale avrebbe intonato a suo volta il canto natalizio Vom Himmel hoch, da komm ich her.

## Tradizioni popolari

### Date importanti

#### Santa Barbara
La prima data importante nel periodo dell'Avvento è il 4 dicembre, giorno in cui si festeggia Santa Barbara.
In questo giorno è tradizione mettere dei chicchi di grano saraceno o di lenticchie all'interno dell'ovatta oppure all'interno di un piatto riempito da una pietanza: è considerato segno di buon augurio se prima di Natale iniziano ad uscire i primi germogli.

#### San Nicola
Altra data importante nelle tradizioni popolari, in particolare nella Francia settentrionale e nella Francia orientale, è il giorno di San Nicola: la persona travestita da San Nicola gira per le strade solitamente accompagnato da un carretto e da una botte, dalla quale escono di solito tre ragazzi, in ricordo di una leggenda legata al santo.

#### Vigilia di Natale
Tradizione vuole che il giorno di Natale i bambini francesi lascino le loro scarpe alla finestra o vicino al camino, sperando di trovarle piene di doni il giorno seguente.
Nelle Alpi francesi, si usa giungere alla Messa di mezzanotte scendendo per i pendii con gli sci e con delle fiaccole.

### Personaggi del folclore

#### Père Noël
Père Noël è il tradizionale portatore di doni per i francesi: prima dell'assimilazione con Santa Claus, era raffigurato come un uomo alto e magro in abito rosso bordato di pelliccia, molto simile all'inglese Father Christmas.
Oltre all'aspetto, vi sono altri aspetti che lo distinguono dal moderno Santa Claus: Père Noël non gira infatti in slitta, ma in groppa ad un somaro.

#### Père Fouettard
Père Fouettard o Père Fouchette è uno degli accompagnatori di San Nicola in alcune zone della Francia: si presenta munito di una frusta (fouet), da cui deriva il suo nome.

#### Hans Trapp

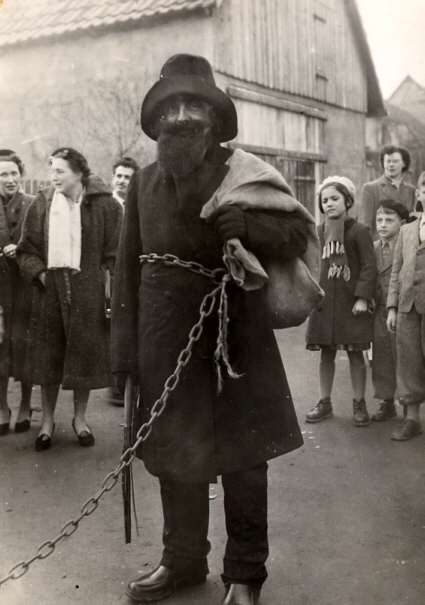
Persona camuffata da Hans Trapp

In Alsazia, l'accompagnatore di San Nicola è invece Hans Trapp: ispirato ad un personaggio storico realmente esistito, Hans von Trota, anch'egli è munito di frusta e si presenta con un abito in pelliccia.

### Arte

#### Il presepe provenzale e i Santons della Provenza
Nella tradizione presepistica della regione francese della Provenza, rivestono una notevole importanza i cosiddetti "Santons", delle figure create appositamente per il presepe, che ha avuto origine alla fine del XVIII secolo.
I santons non raffigurano soltanto i personaggi tipici legati alla Natività, ma anche figure tipiche della zona, come gitani, zampognari, ecc.
|  |

## Gastronomia
La cena della Vigilia, nota come réveillon varia da zona a zona.
Nella capitale Parigi, i piatti tipici sono il foie gras, le salsicce e le ostriche, mentre in Alsazia si predilige l'anatra e in Borgogna il tacchino.
In Provenza, la cena tipica della Vigilia di Natale, consumata dopo la Messa di mezzanotte viene chiamata Grand souper ed è tradizionalmente costituita da sette portate (che vengono servite in piatti bianchi ottagonali), tredici pagnotte e tredici dessert. Il numero tredici rappresenta Gesù con i dodici apostoli.

### Piatti tipici

#### Dolci

##### Bûche de Noël

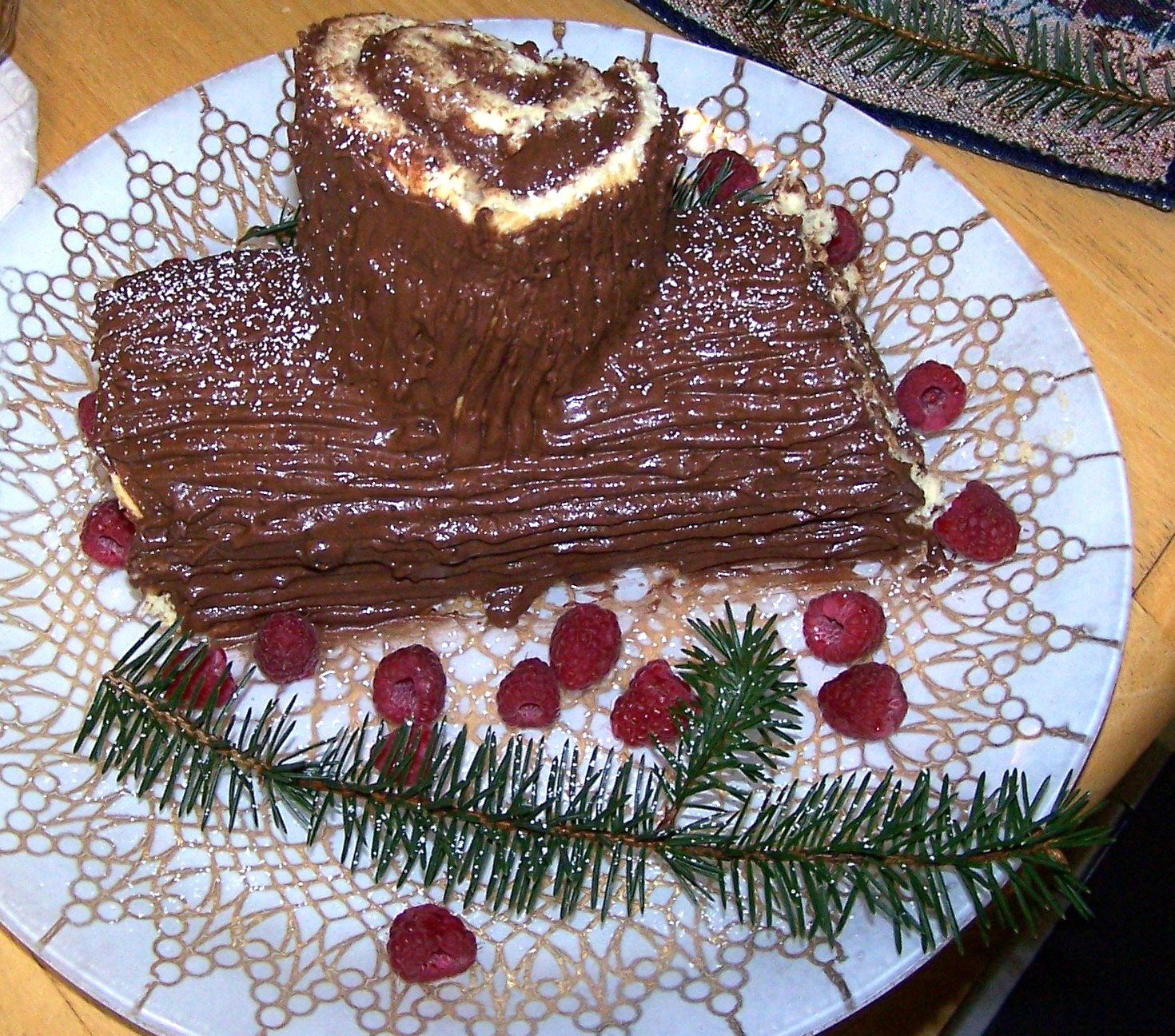
La bûche de Noël, dolce natalizio francese

Tipico dolce natalizio francese è la bûche de Noël (o tronchetto di Natale): derivato dalla tradizione del ceppo di Natale, fu ideato da un pasticcere nel 1945.

## Musica natalizia
Notevole è anche l'apporto della Francia nella tradizione musicale natalizia,

### Canti natalizi tradizionali originari della Francia
- Les anges dans nos campagnes (XVII secolo)[16]
- Guillô, pran ton tamborin!, noto come Pat-a-pan, il cui testo è stato scritto nel 1700 circa. da Bernard de La Monnoye[17]
- Il est né, le divin enfant (pubblicato nel XIX secolo, ma con melodia originaria del XVII secolo)[18]
- Un flambeau, Jeannette, Isabelle (originario della Provenza)[16]
- Minuit, chrétiens o Cantique de Noël (canto composto nel 1843 e noto universalmente con il titolo in inglese O Holy Night)[19]
- Noël des enfants qui n'ont plus de maison, composto da Claude Debussy nel 1915[1]

### Adattamenti in francese di canzoni natalizie di altri Paesi
- Vive le vent (Jingle Bells)[20]

### Canzoni natalizie non tradizionali
- Chanson pour Noël, incisa da Charles Trénet nel 1955[21]
- Noël de la rue, incisa da Édith Piaf nel 1951[22]
- Le Noël des enfants noir, incisa da Charles Trénet nel 1956[21]
- Petite étoile de Noël[23]
- Petit Papa Noël, incisa da Tino Rossi nel 1949[23]
- La plus belle nuit, incisa da Charles Trénet nel 1961[21]

## Il Natale nella cultura di massa francese

### Cinema
- L'Ange de Noël, film muto del 1905 diretto da Georges Méliès[24]
- J'ai rencontré le Père Noël, film del 1984 diretto da Christian Gion[25]
- Joyeux Noël - Una verità dimenticata dalla storia, film del 2005 scritto e diretto da Christian Carion[26]

## Galleria d'immagini

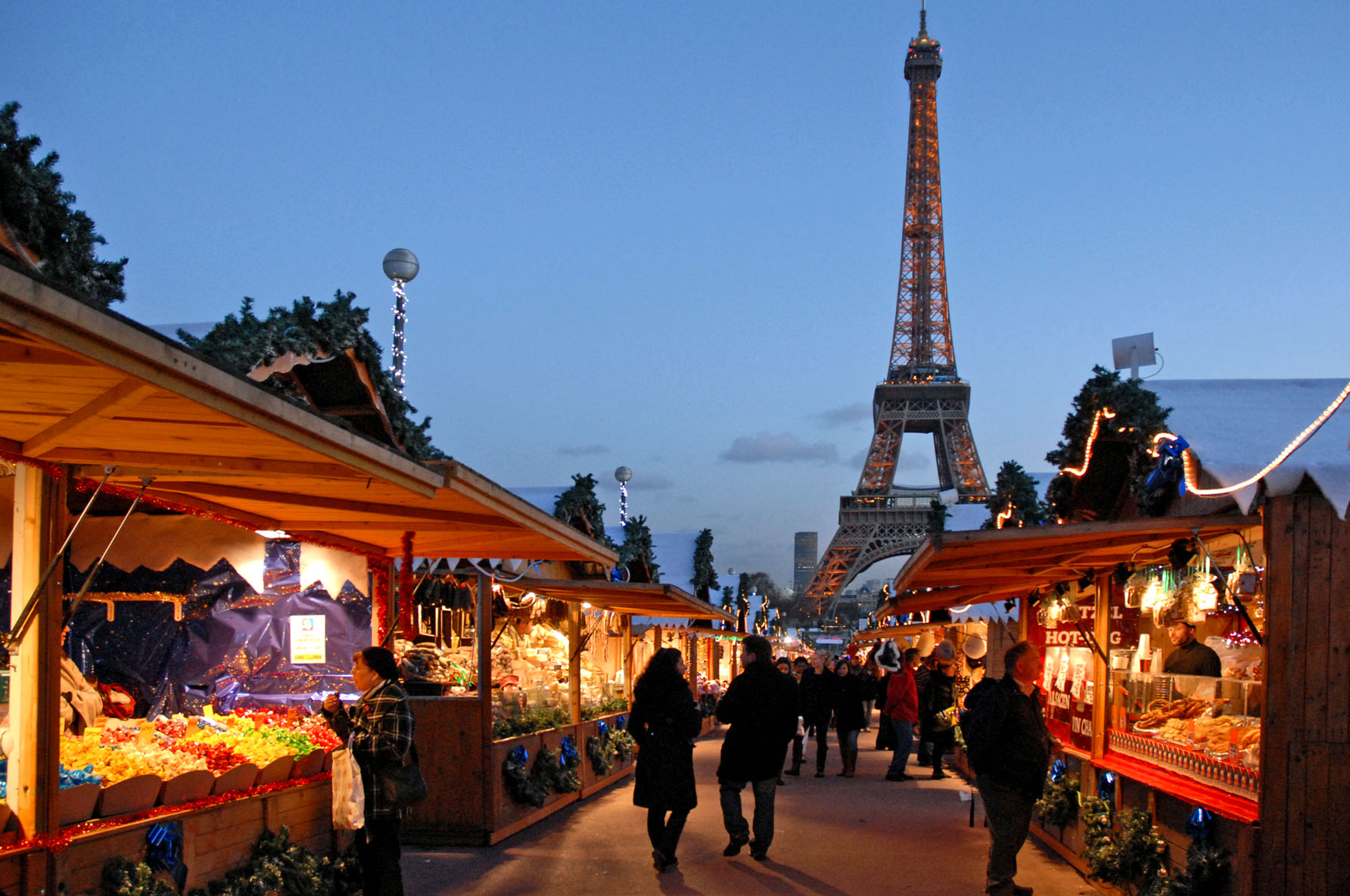
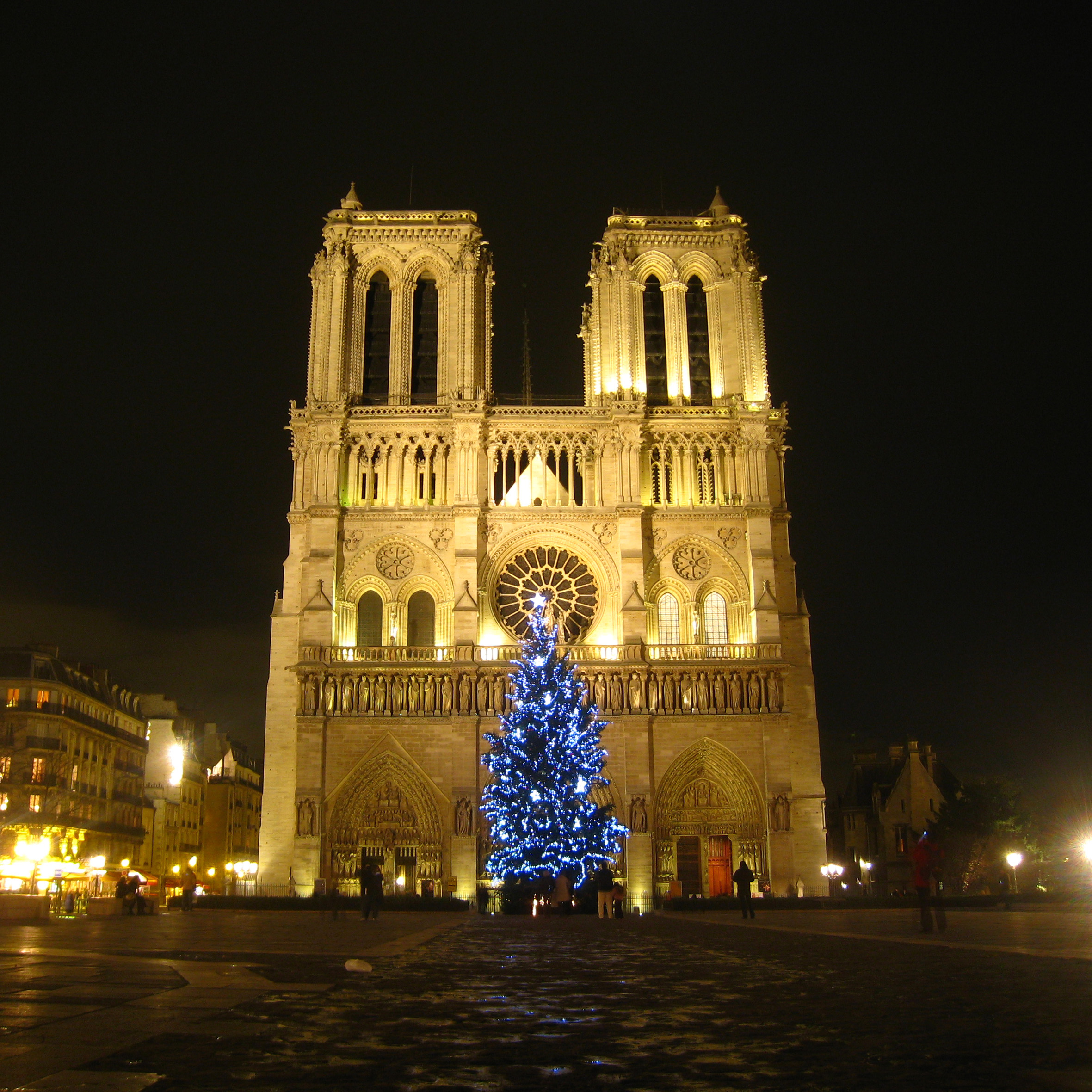
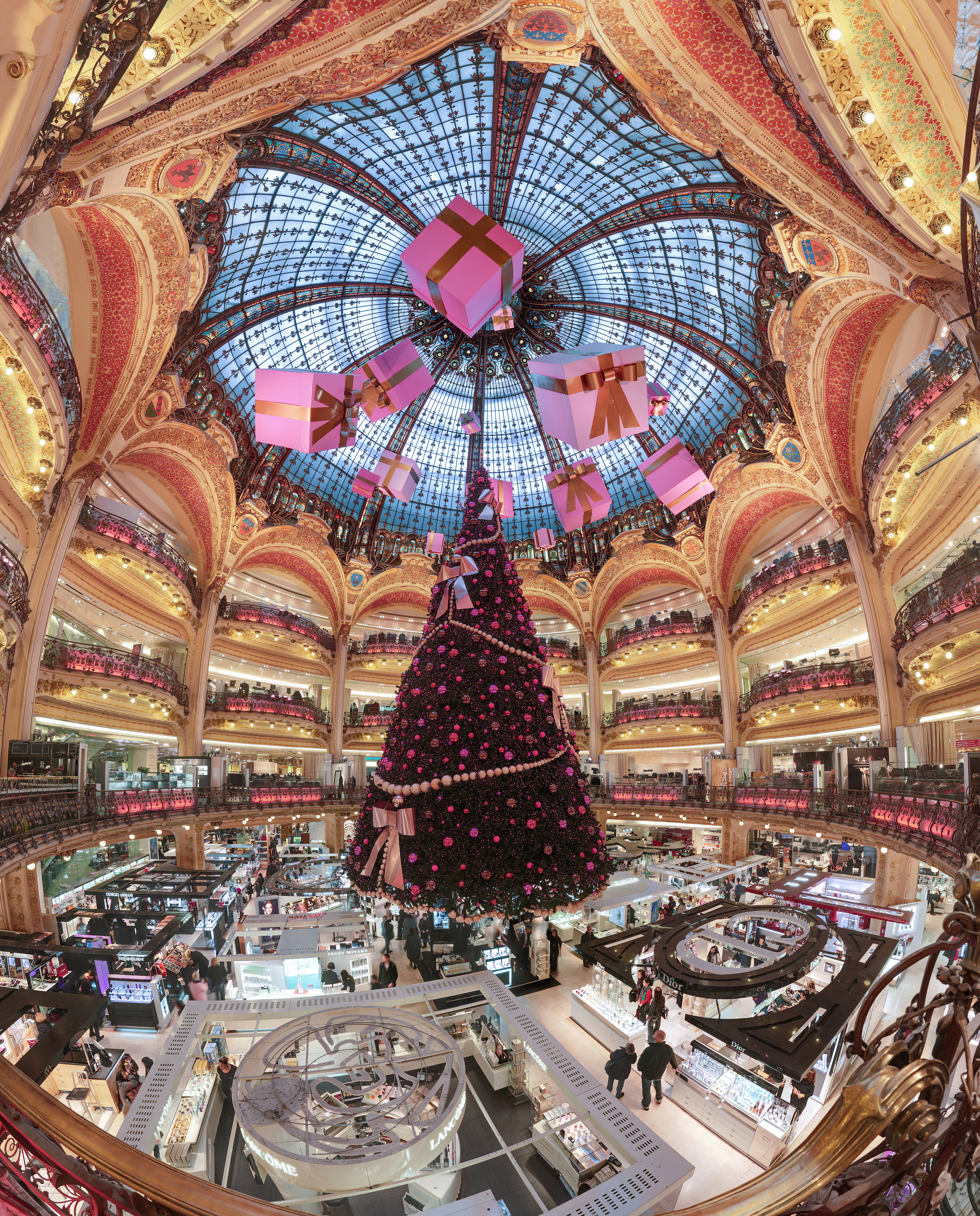
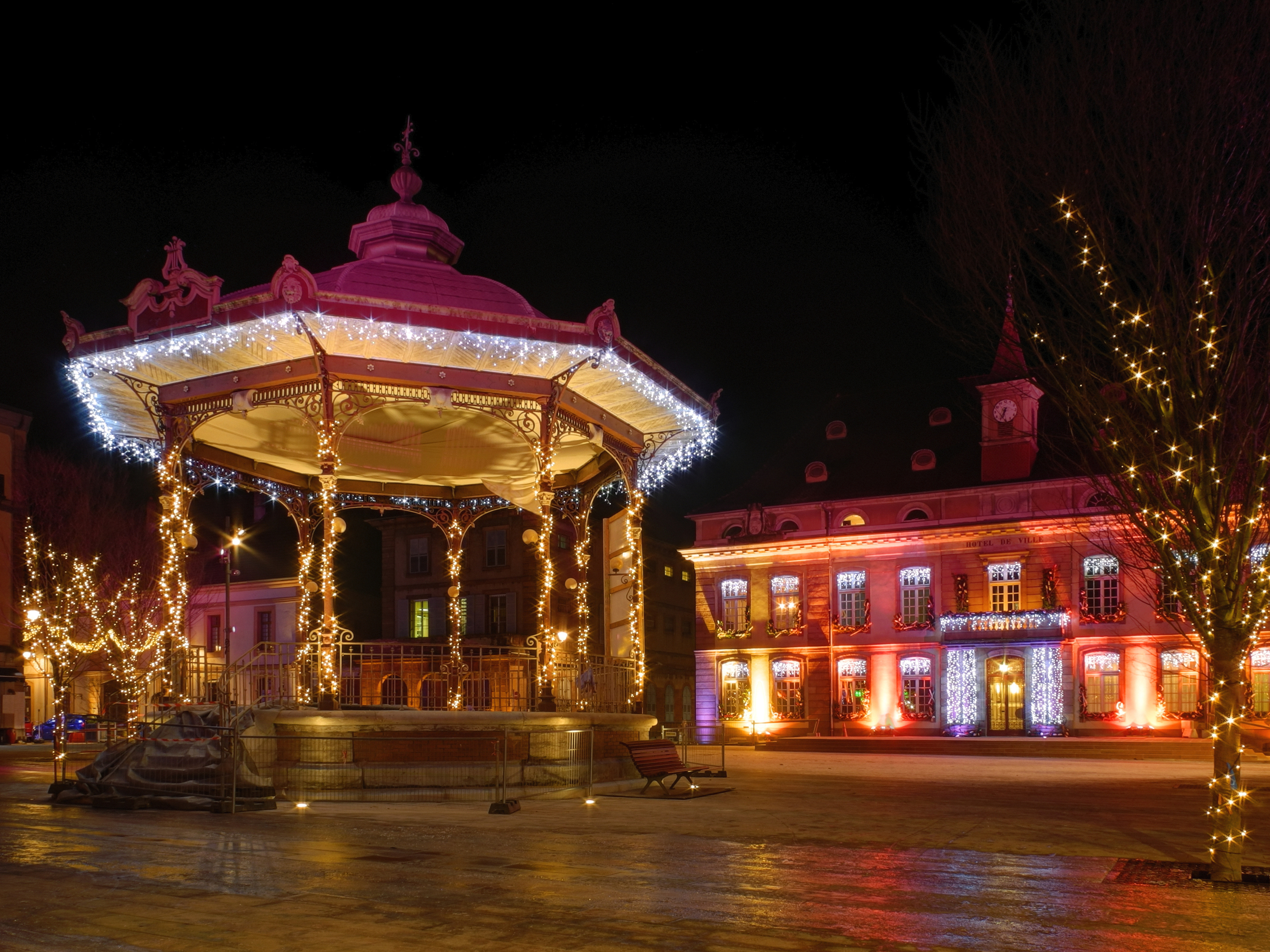

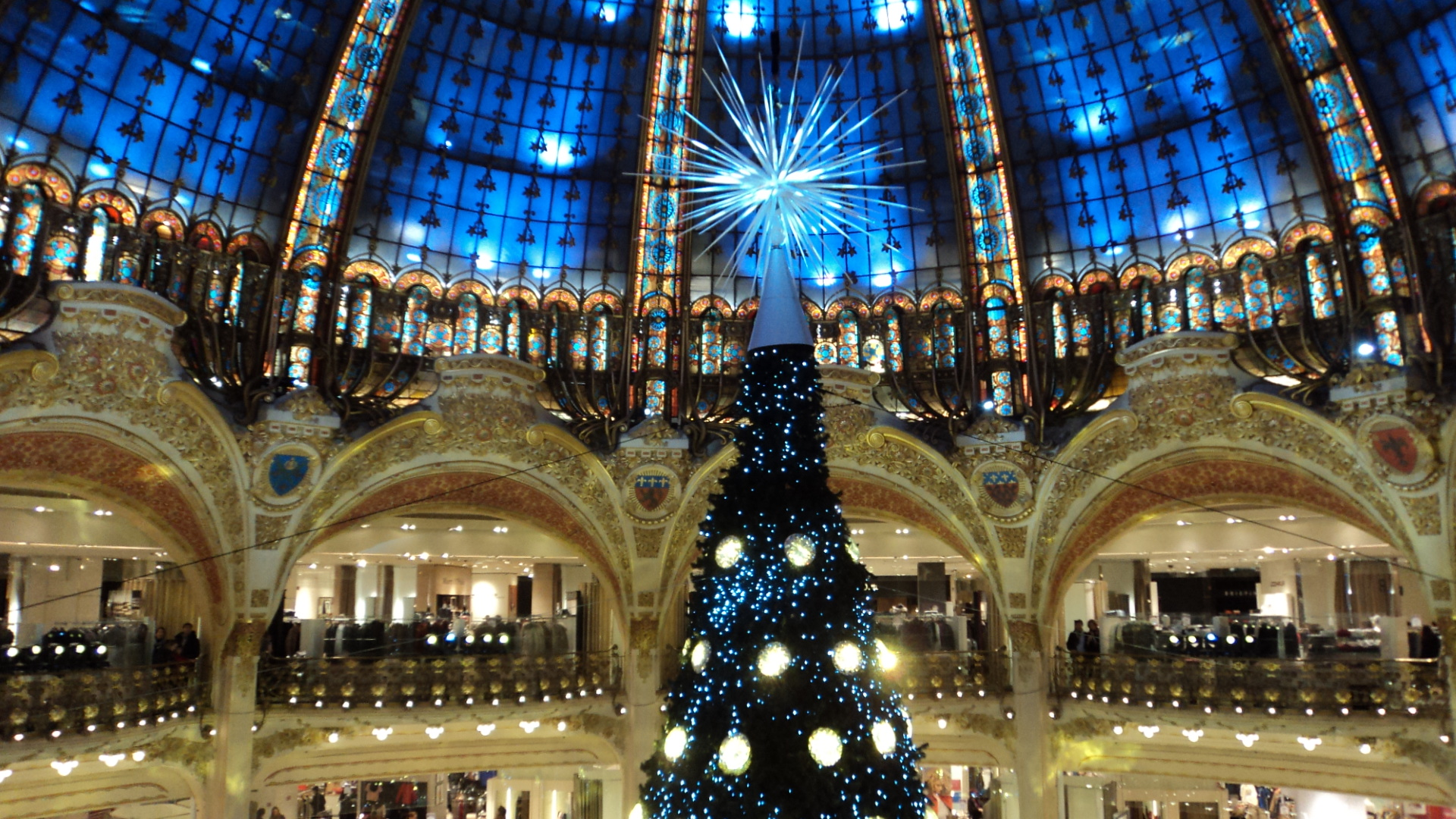
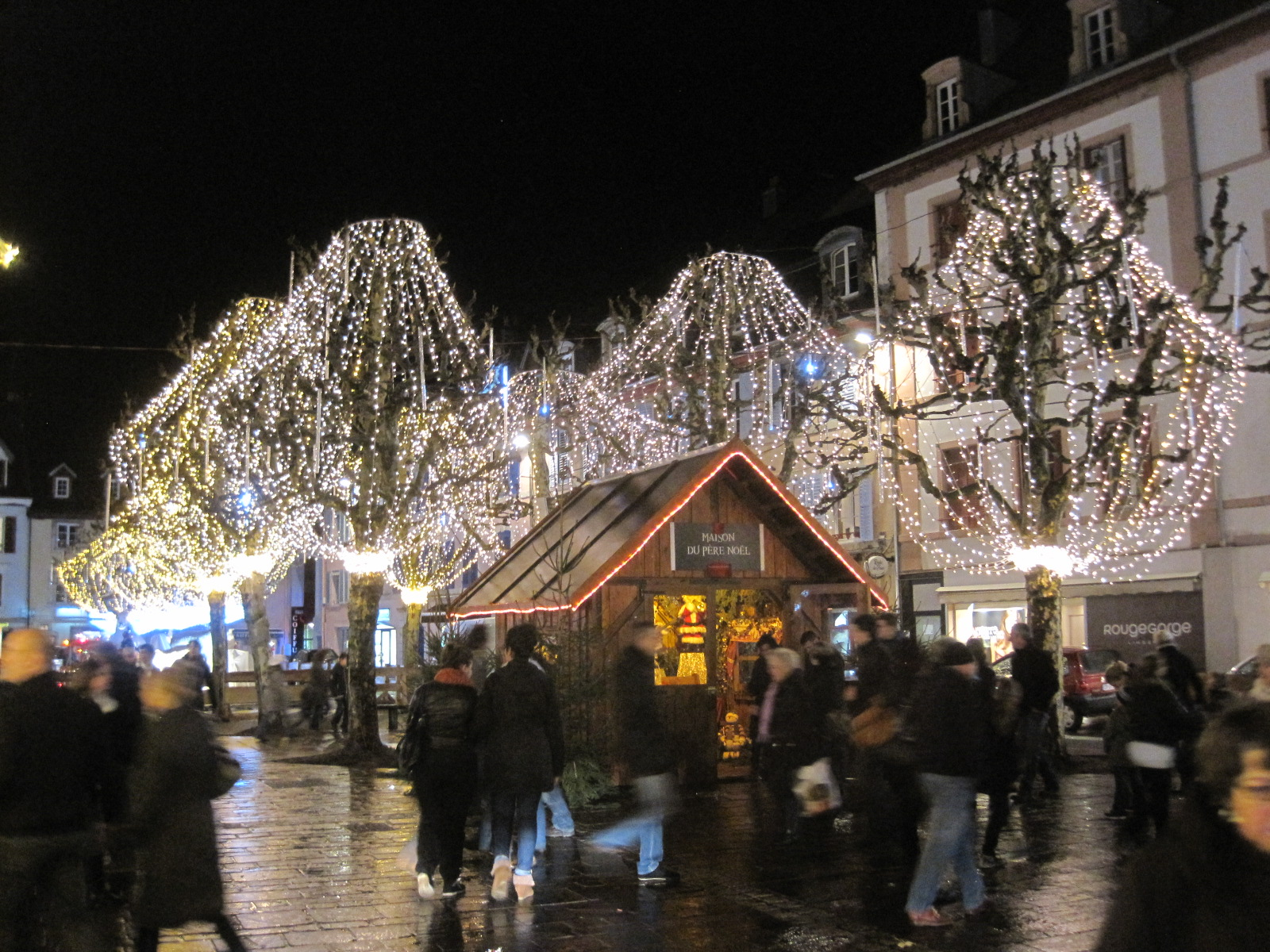
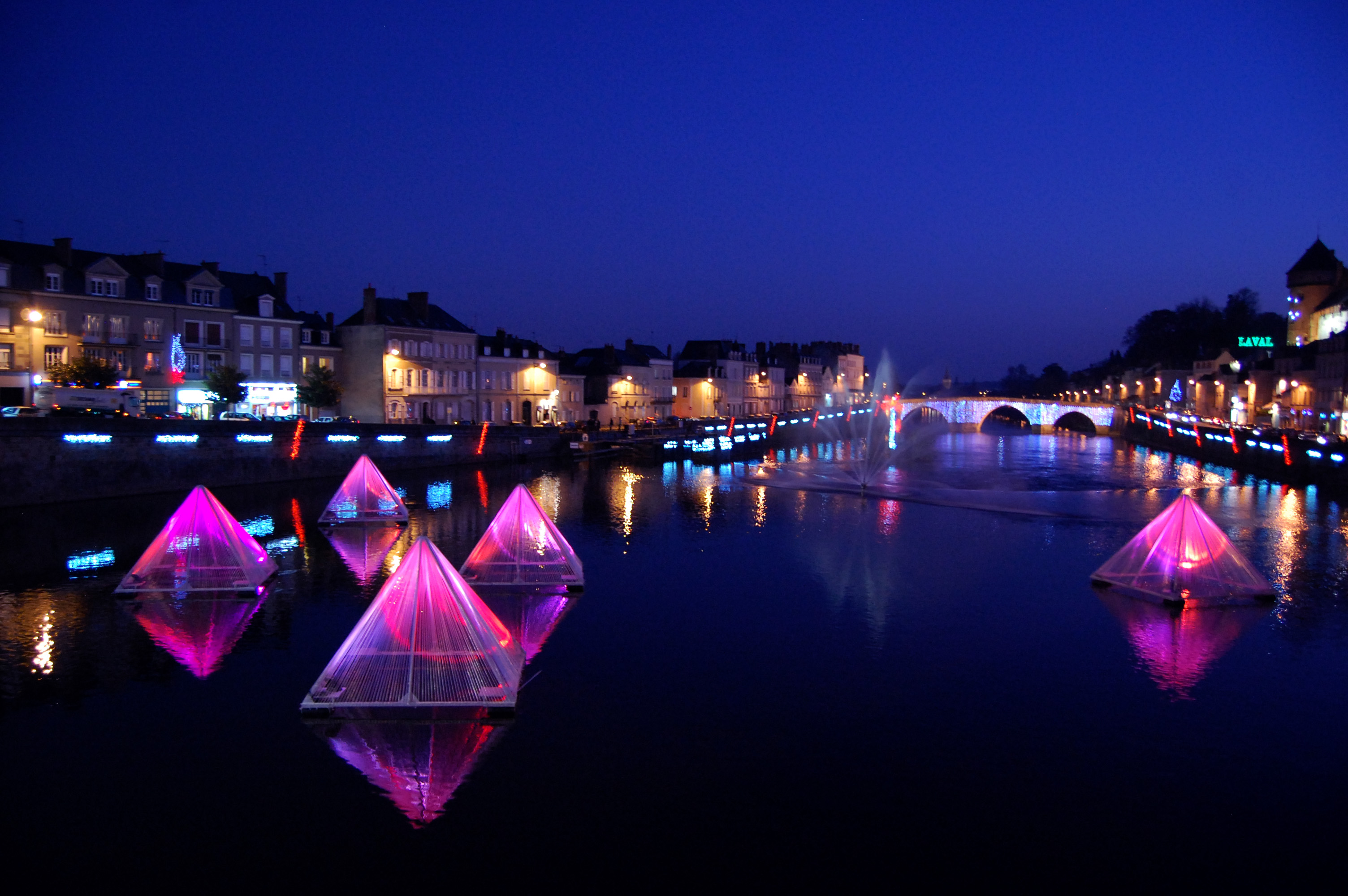
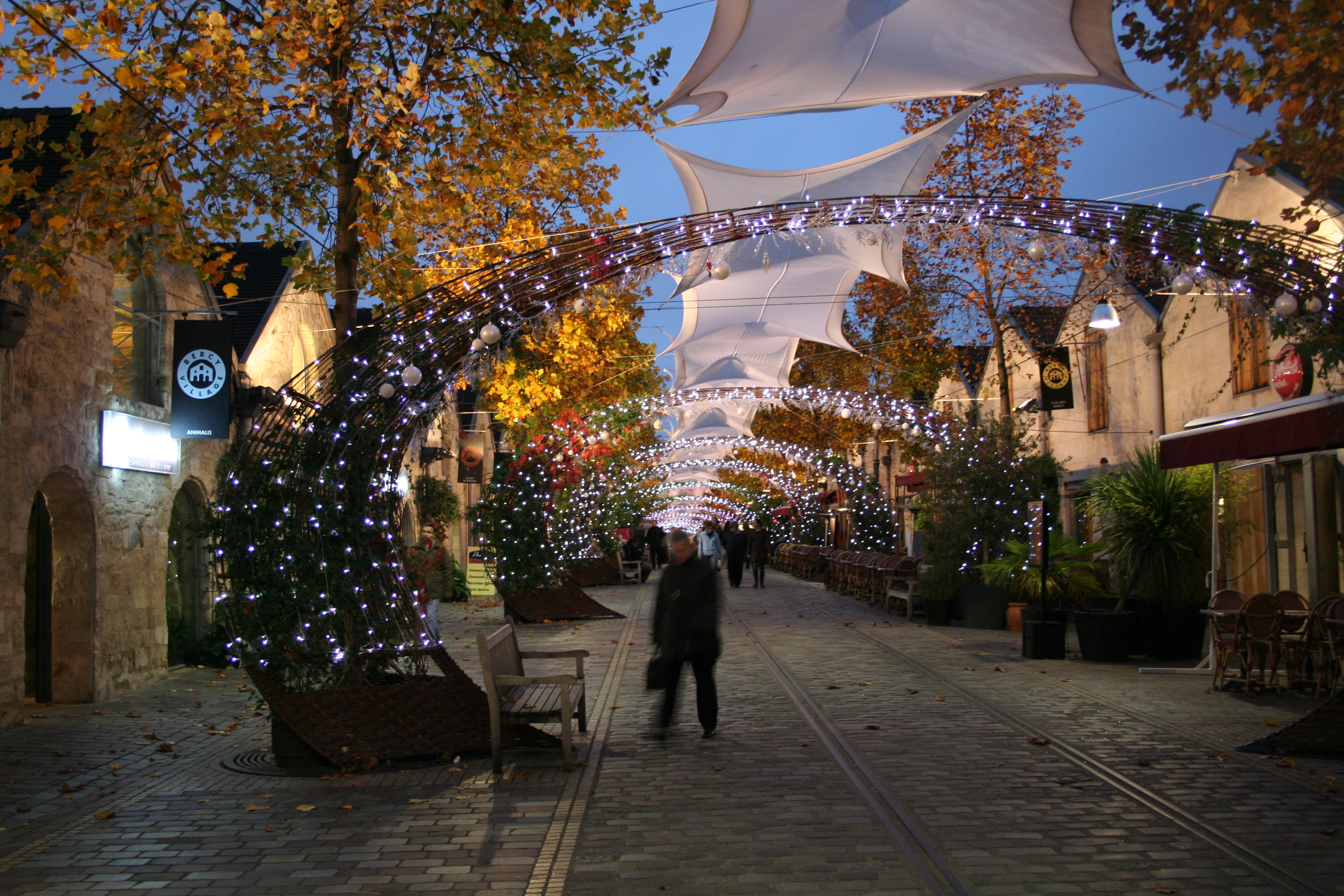

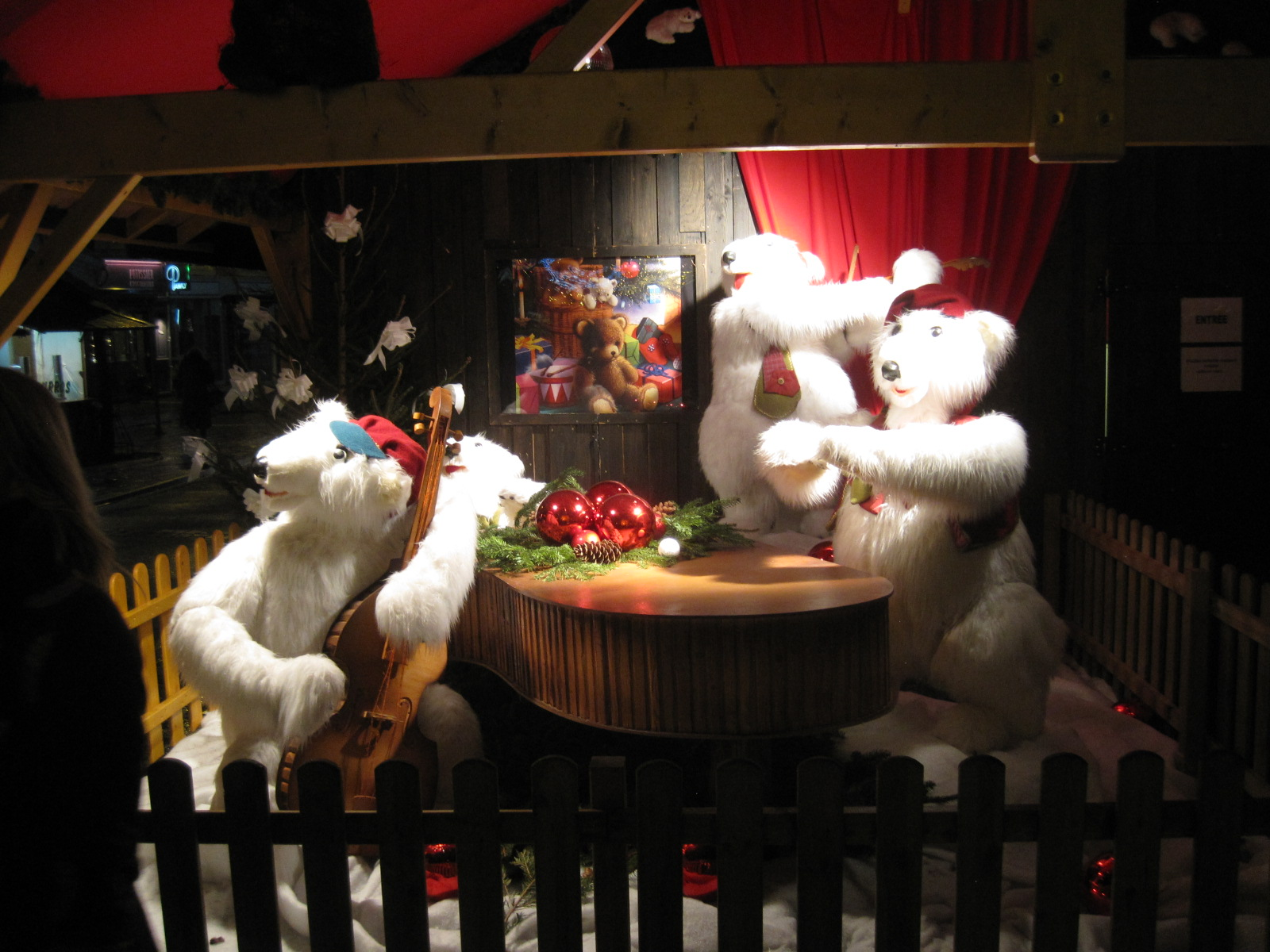
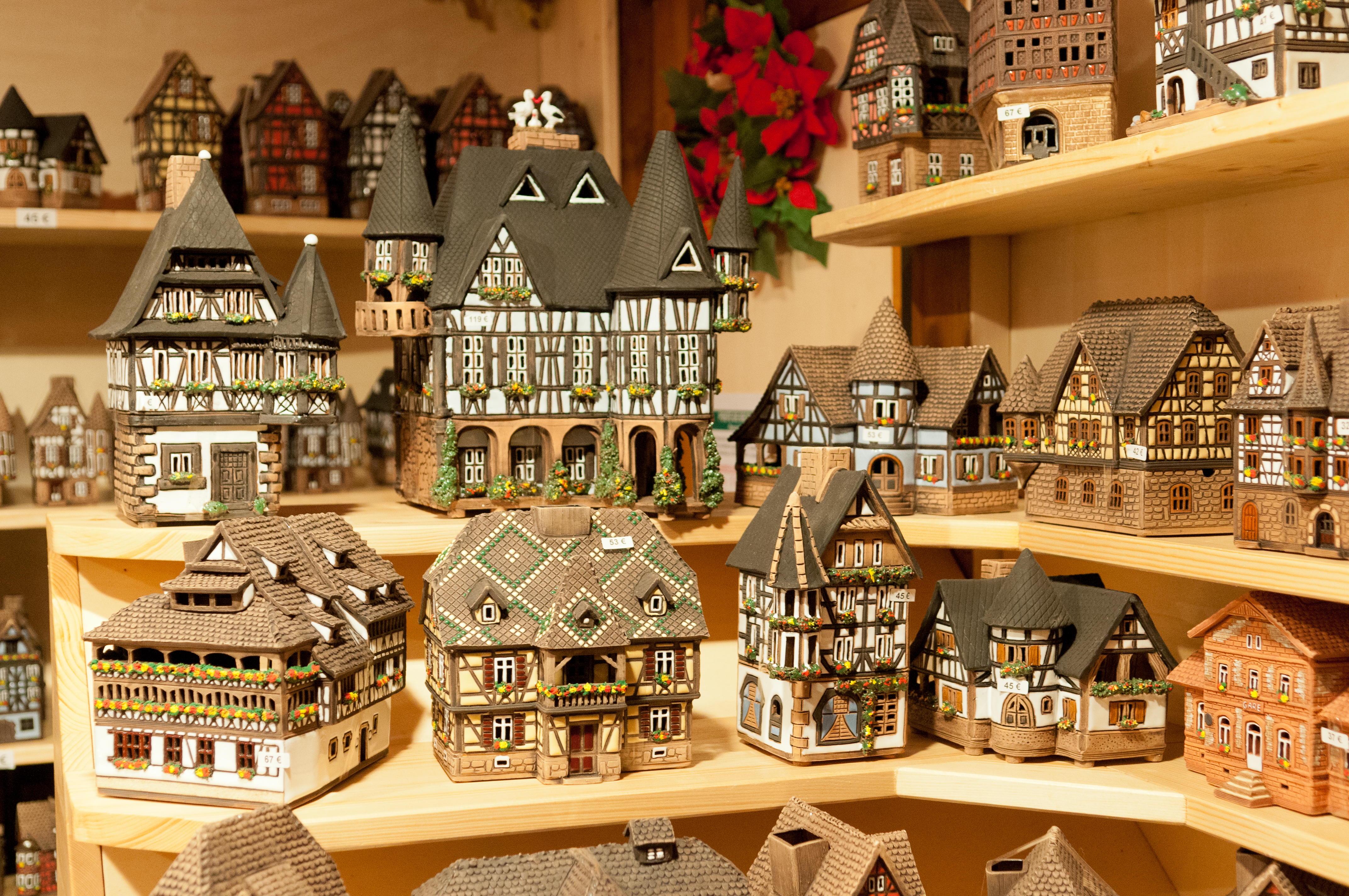
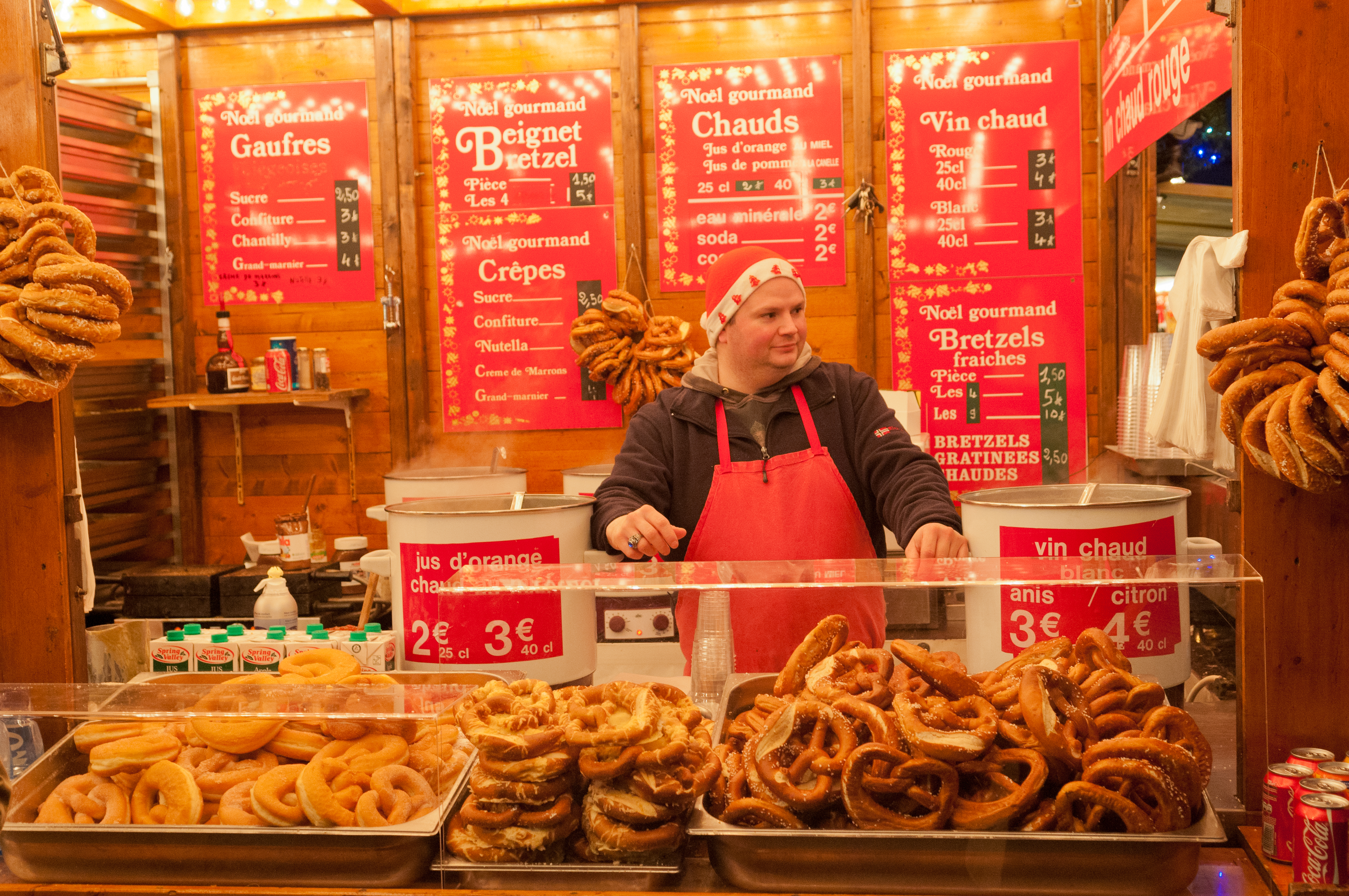
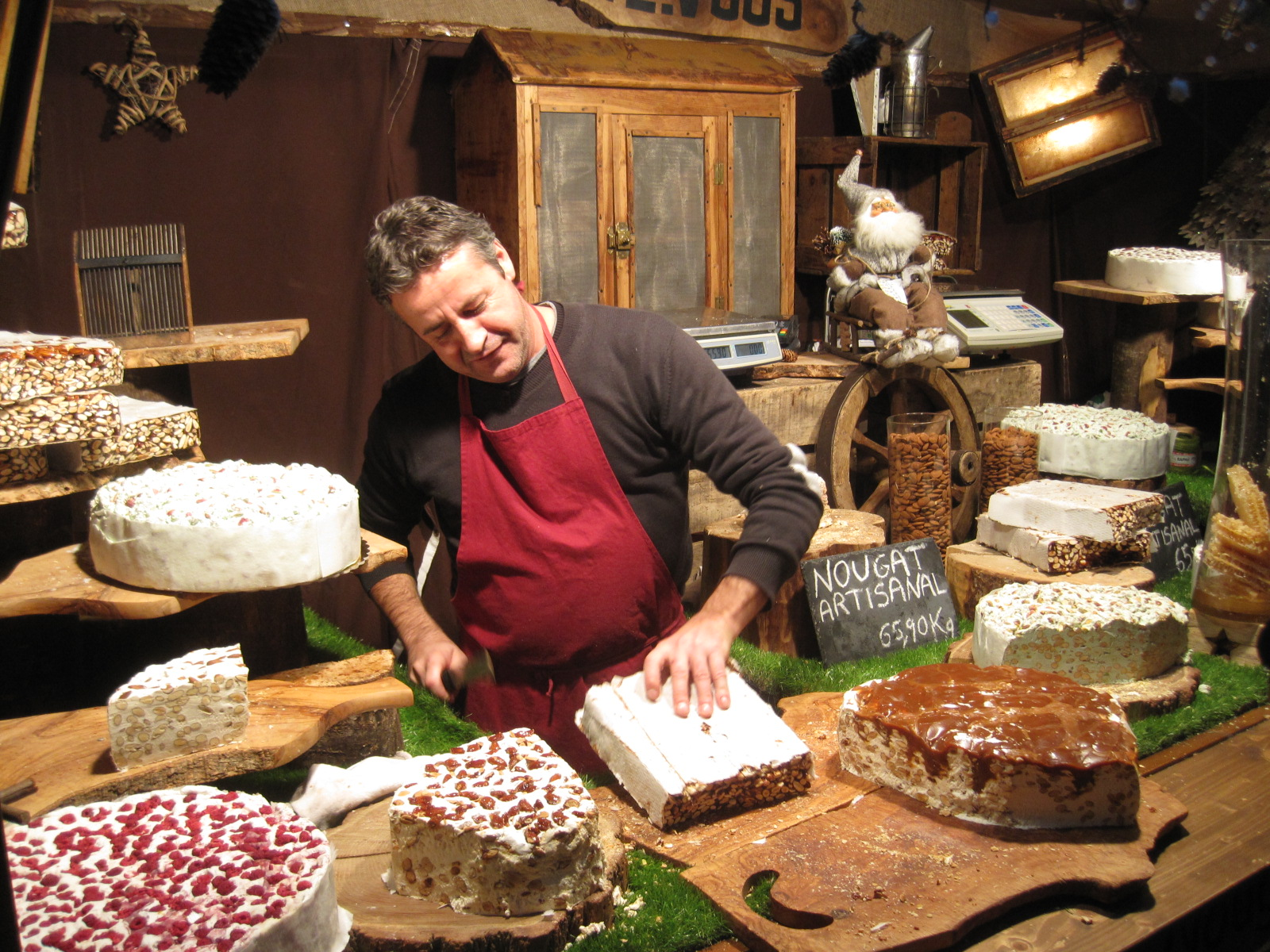

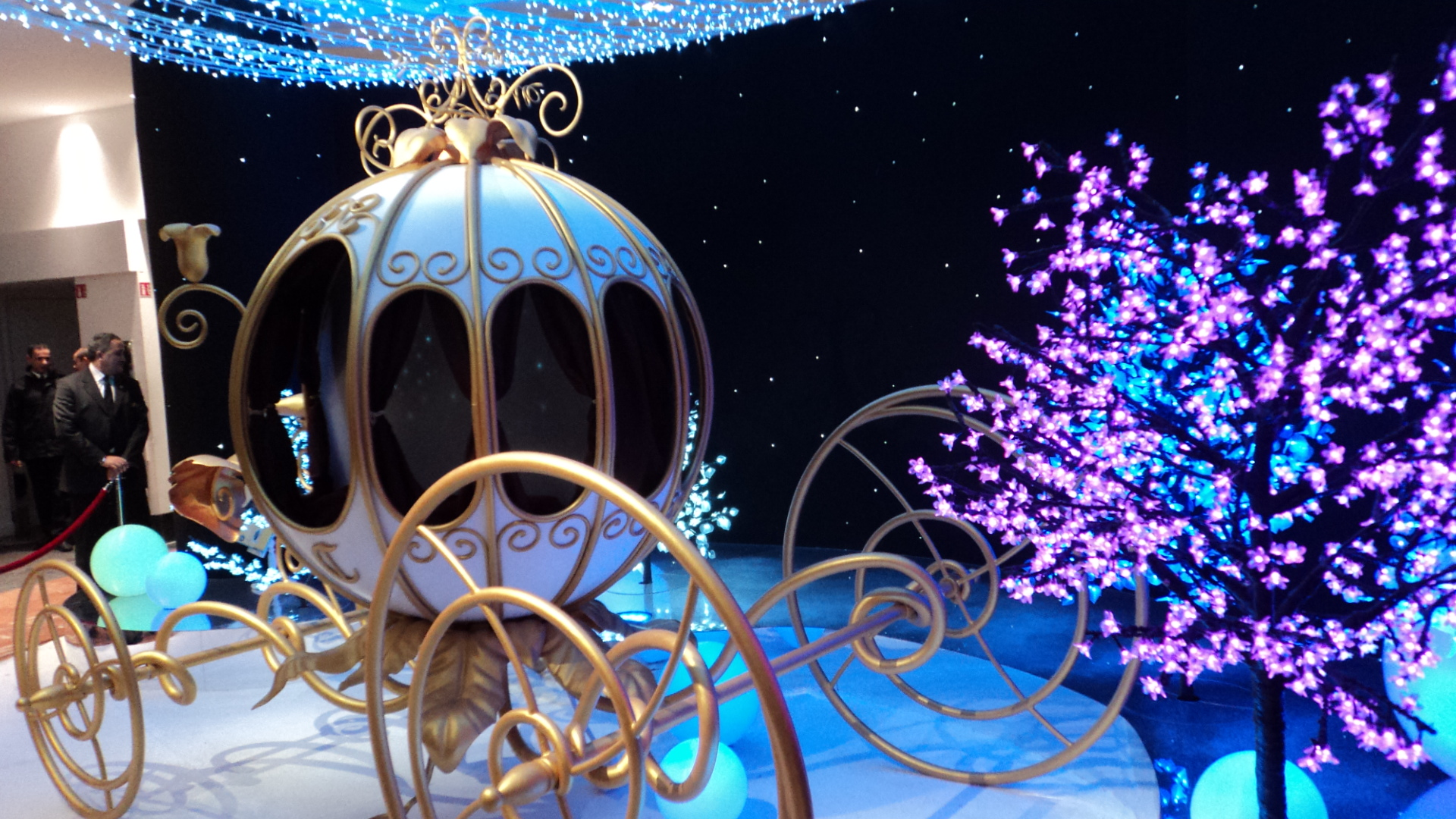
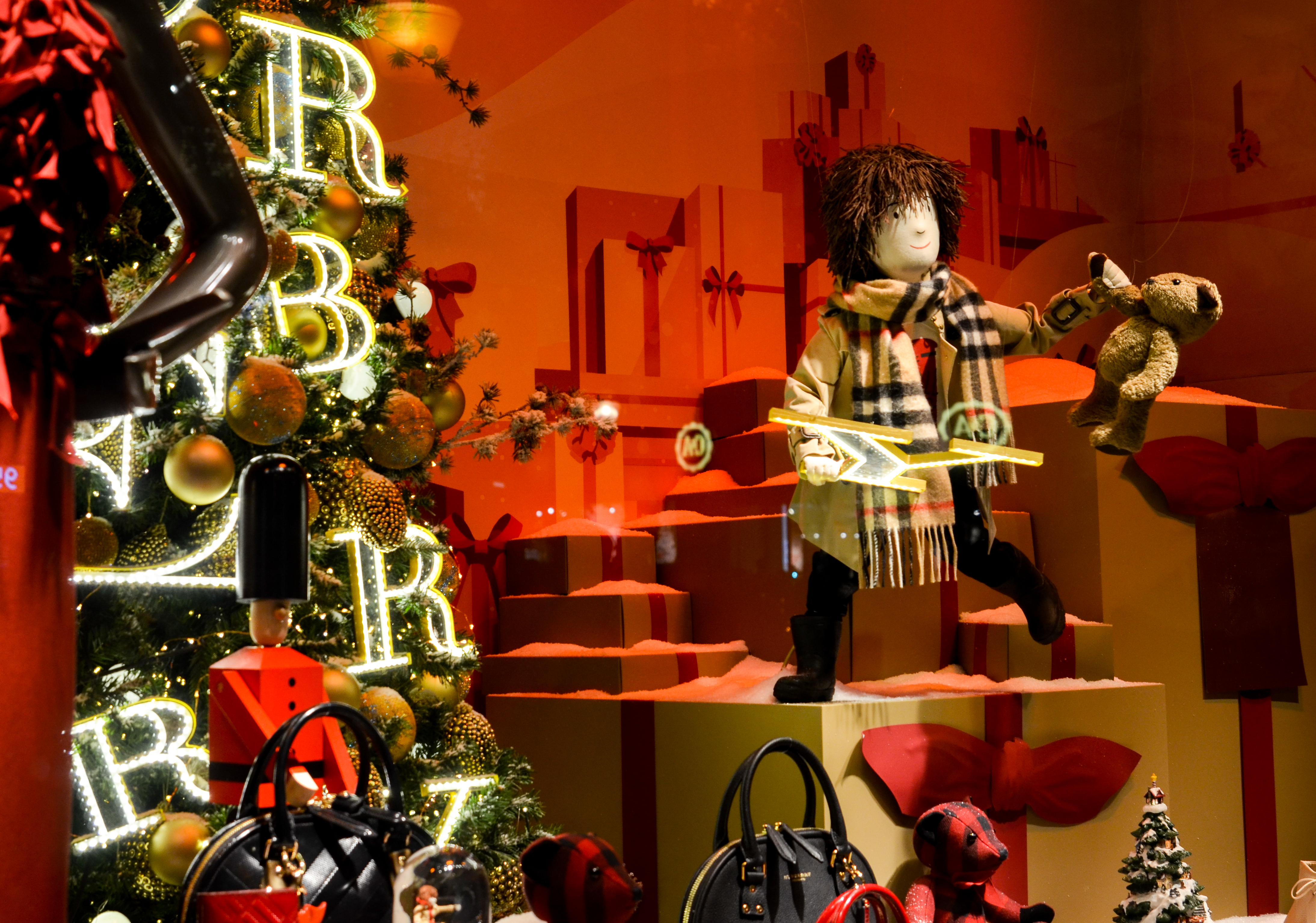
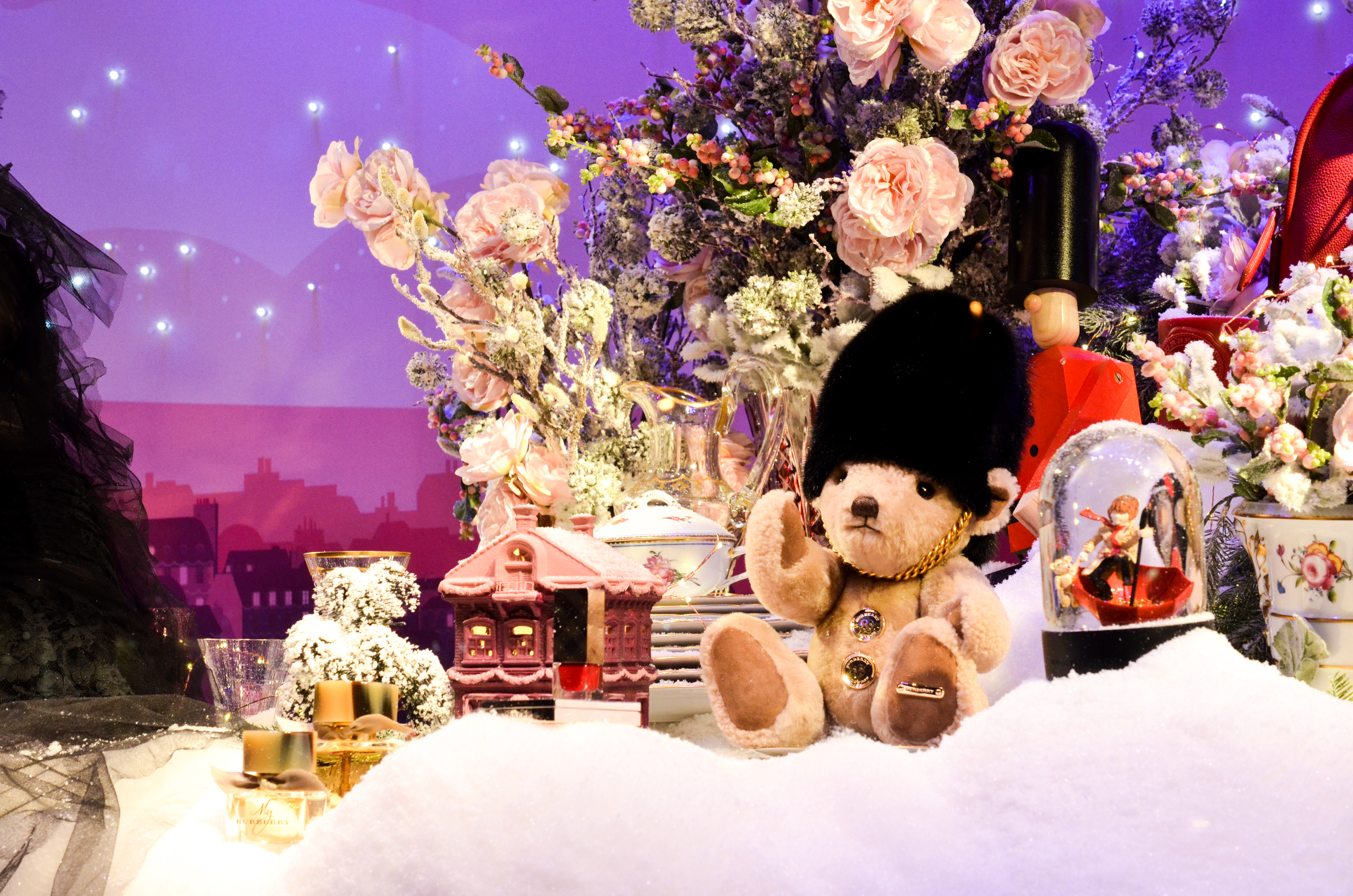
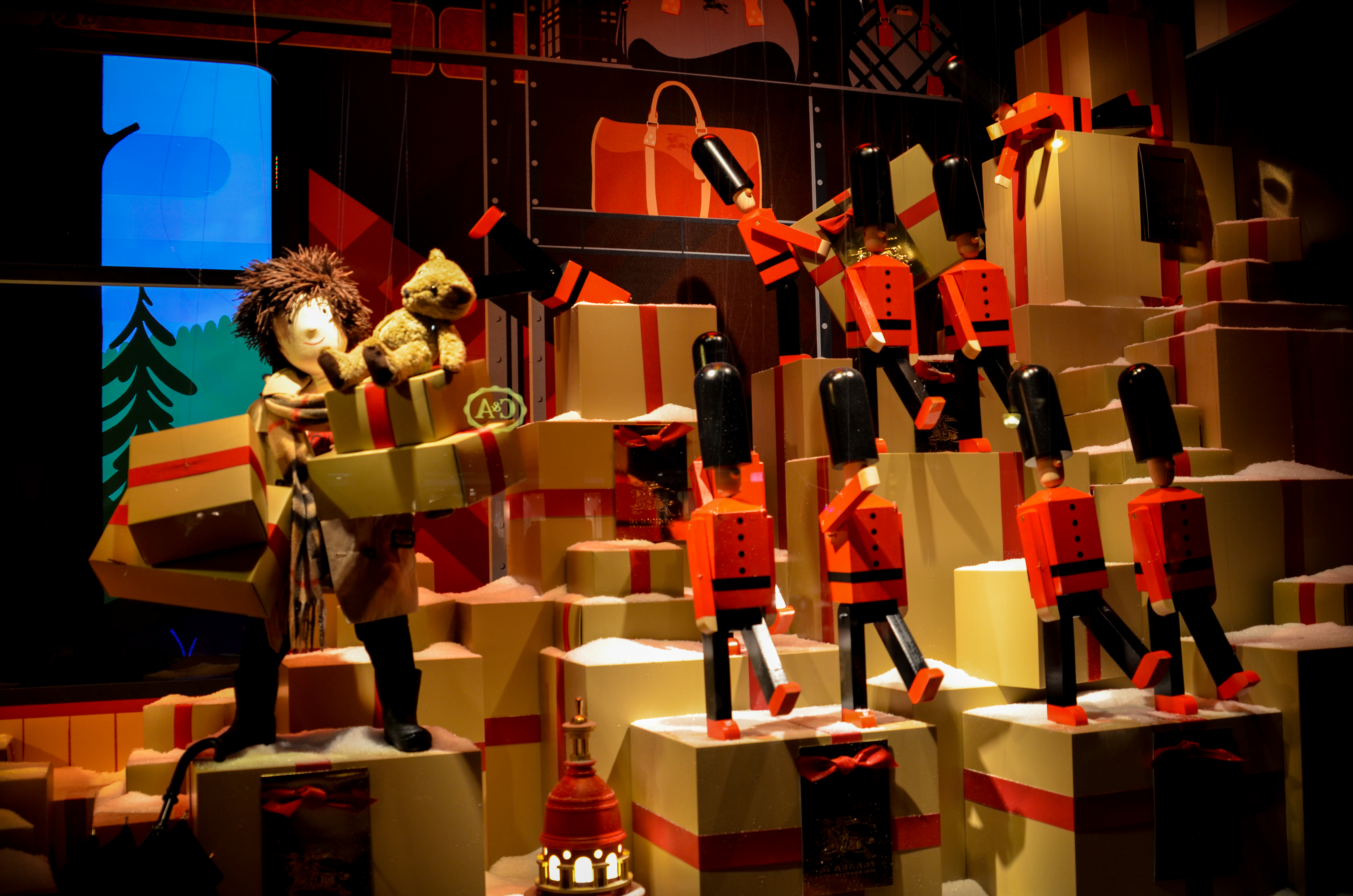